# May Wynn
Pour les articles homonymes, voir Wynn (homonymie).
May Wynn (nom de scène de Donna Lee Hickey), née le 8 janvier 1928 à New York (État de New York) et morte le 22 mars 2021 à Newport Beach (Californie), est une actrice américaine.

## Biographie

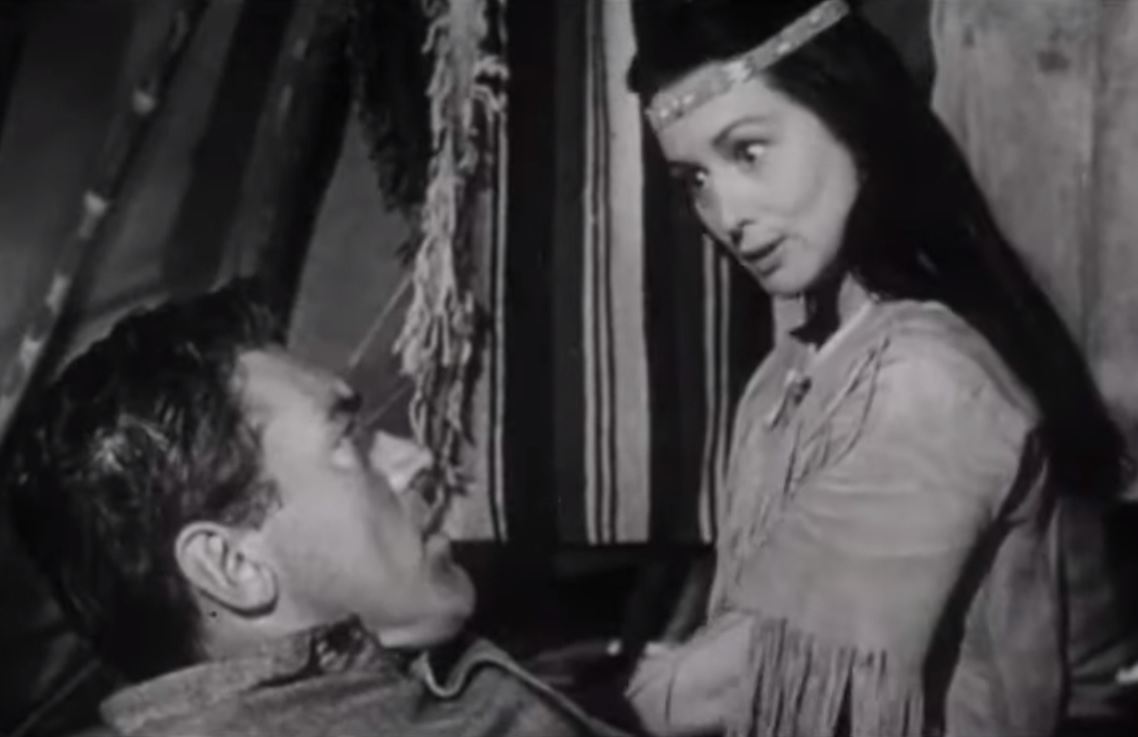
Avec David Brian, dans The White Squaw (1956).

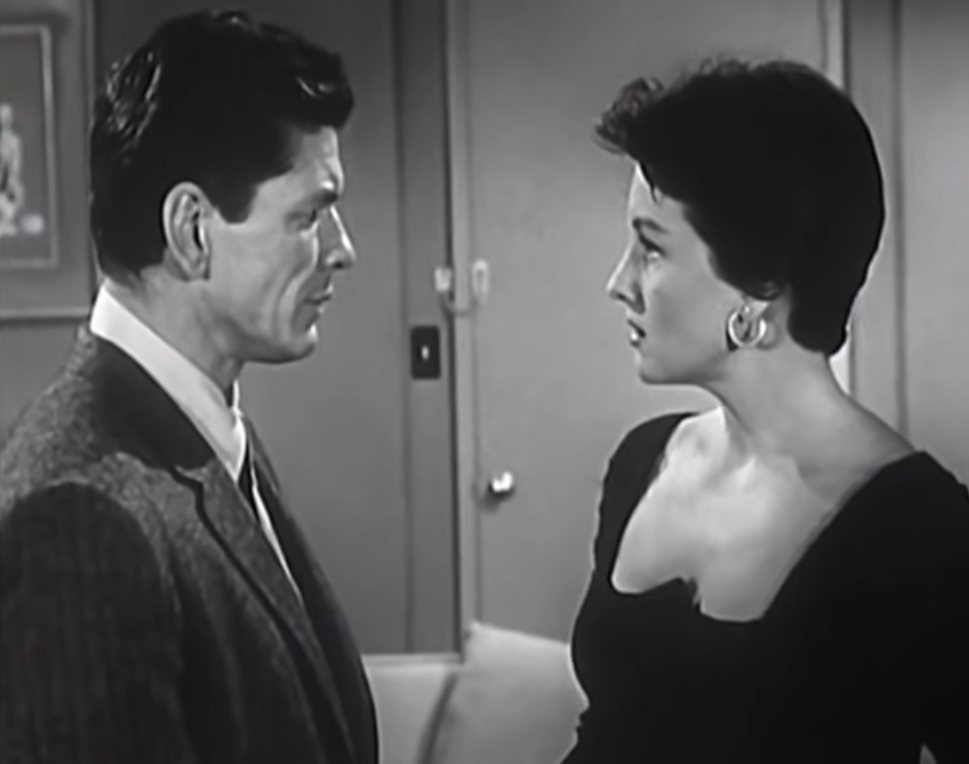
Avec Charles Bronson, dans la série Man with a Camera, épisode The Big Squeeze (1959).

Au cinéma, May Wynn contribue à quinze films américains, le premier (un petit rôle non crédité) étant Le Choc des mondes de Rudolph Maté (1951, avec Richard Derr et Barbara Rush) ; le dernier sort en 1958. Entretemps, mentionnons La Jolie Batelière d'Henry Levin (premier film où elle créditée, sous son nom de naissance, 1953, avec Betty Grable et Dale Robertson), Ouragan sur le Caine d'Edward Dmytryk (créditée pour la première fois May Wynn, 1954, avec Humphrey Bogart et José Ferrer) et le western Le Souffle de la violence de Rudolph Maté (1955, avec Glenn Ford et Barbara Stanwyck).
À la télévision américaine, elle apparaît dans treize séries, les trois premières en 1955 (dont Le Choix de..., un épisode), la dernière en 1960, après quoi elle se retire définitivement. Citons également Perry Mason (un épisode, 1959) et Man with a Camera (son avant-dernière série, un épisode, 1959).
May Wynn meurt en 2021, à 93 ans.

## Filmographie partielle

### Cinéma
- 1951 : Le Choc des mondes (When Worlds Collide) de Rudolph Maté : une hôtesse de club
- 1952 : Un grand séducteur (Dreamboat) de Claude Binyon : une vendeuse de cigarettes
- 1952 : La Sarabande des pantins (O. Henry's Full House), film à sketches d'Henry Hathaway et autres : une jeune mère (prologue)
- 1953 : Le Trésor du Guatemala (The Treasure of the Golden Condor) de Delmer Daves : une servante
- 1953 : Adorable Voisine (The Girl Next Door) de Richard Sale : Mitzi
- 1953 : La Jolie Batelière (The Farmer Takes a Wife) d'Henry Levin : Eva Gooch
- 1954 : Ouragan sur le Caine (The Caine Mutiny) d'Edward Dmytryk : l'amie de Willis
- 1954 : La Ruée sanglante (They Rode West) de Phil Karlson : Manyi-ten
- 1955 : Le Souffle de la violence (The Violent Men) de Rudolph Maté : Caroline Vail
- 1956 : Cet homme est armé (en) (The Man Is Armed) de Franklin Adreon : Carol Wayne
- 1956 : The White Squaw (en) de Ray Nazarro : Eetay-O-Wahnee

### Télévision

#### Séries télévisées
- 1955 : Schlitz Playhouse of Stars, saison 5, épisode 7 No Trial by Jury de Reginald Le Borg : Sally Hunter
- 1955 : Le Choix de... (Screen Directors Playhouse), saison unique, épisode 13 Aventure à bord du Titanic (The Titanic Incident) de Ted Tetzlaff : Susan Bernard
- 1959 : Perry Mason, saison 2, épisode 14 The Case of the Glittering Goldfish de Gerd Oswald : Donna Sherwood
- 1959 : Man with a Camera, saison 1, épisode 15 The Big Squeeze d'Harold D. Schuster : Lorraine Nelson